# Bernau (Feuchtwangen)
Bernau ist ein Gemeindeteil der Stadt Feuchtwangen im Landkreis Ansbach (Mittelfranken, Bayern). Bernau liegt in der Gemarkung Krapfenau.

## Geographie
Das Dorf liegt in Tallage am Hirtenbach, einem linken Zufluss der Sulzach. Der Ort ist von Grünland mit vereinzeltem Baumbestand und Ackerland umgeben, das im Südwesten Haderfeld genannt wird und im Nordosten Birkenfeld. Im Osten schließen sich hinter den Feldern die Waldgebiete Untere Haid und Kohlplatte an. Gemeindeverbindungsstraßen führen nach Krapfenau (1 km südlich) und Volkertsweiler (1 km nordwestlich) jeweils zur Kreisstraße AN 41 und nach Metzlesberg (1,3 km nördlich). Ein Wirtschaftsweg führt zur Oberlottermühle (2 km östlich).

## Geschichte
Am 16. November 1334 gab der Truchsess von Wilburgstetten, Rabeno, dem Kustos von Feuchtwangen einige grundherrliche Gefälle aus Bernau zur Vikarie des Kaisers Karl. Am 16. Oktober 1414 tauschte der Dinkelsbühler Bürger Wilhelm Hofer ein Gut zu Bernau mit dem Stift Feuchtwangen.
Bernau lag im Fraischbezirk des ansbachischen Oberamtes Feuchtwangen. Im Jahr 1732 gab es 10 Anwesen mit 14 Mannschaften (3 Halbhöfe, 3 Halbhöfe mit jeweils doppelter Mannschaft, 3 Güter, 1 Gut mit doppelter Mannschaft). Das Stiftsverwalteramt Feuchtwangen war Dorf- und Gemeindeherr sowie alleiniger Grundherr sämtlicher Anwesen. Bis zum Ende des Alten Reiches hatte sich an den Verhältnissen nichts geändert. Von 1797 bis 1808 unterstand der Ort dem Justiz- und Kammeramt Feuchtwangen. 
Mit dem Gemeindeedikt (frühes 19. Jahrhundert) wurde Bernau dem Steuerdistrikt Heilbronn und der Ruralgemeinde Krapfenau zugeordnet. Im Zuge der Gebietsreform in Bayern wurde Bernau am 1. Juli 1971 in Feuchtwangen eingemeindet.

## Einwohnerentwicklung
| Jahr      | 001818 | 001840 | 001861 | 001871 | 001885 | 001900 | 001925 | 001950 | 001961 | 001970 | 001987 | 2025             |
| Einwohner | 87     | 88     | 105    | 89     | 93     | 80     | 91     | 116    | 83     | 78     | 82     | 71               |
| Häuser    | 15     | 11     |        |        | 17     | 16     | 15     | 15     | 15     |        | 17     | 23               |
| Quelle    | [ 11 ] | [ 12 ] | [ 13 ] | [ 14 ] | [ 15 ] | [ 16 ] | [ 17 ] | [ 18 ] | [ 19 ] | [ 20 ] | [ 1 ]  | Einwohnerzählung |

## Religion
Der Ort ist seit der Reformation evangelisch-lutherisch geprägt und bis heute nach St. Johannis (Feuchtwangen) gepfarrt. Die Einwohner römisch-katholischer Konfession sind nach St. Ulrich und Afra (Feuchtwangen) gepfarrt.